# 牛奶与花生
《牛奶与花生》（又译作）是日本Hudson Soft于1983年开发的平台类解谜游戏。游戏最初在FM-7、MSX、NEC PC-8801、NEC PC-6001平台发行，后来移植到红白机平台。这是首款第三方开发的任天堂主机游戏。